# Воловик Григорій Володимирович
Воловик Григорій Володимирович (* 29 травня 1902, Конотоп — † 7 червня 1967, Львів) — український режисер, заслужений артист УРСР.

## З життєпису
Театри: «Березіль», українські музично-драматичні Одеси, Києва, Вінниці.
1924—1925 — працював в Одеському пересувному першому українському робітничо-селянському театрі.
Постановки: «Тарас Шевченко», «Севільський цирульник».
Один із засновників українських музично-драматичних театрів — Чернігівського ім. Т. Шевченка і Закарпатського в Ужгороді. Ставив вистави також в Кіровограді, Вінниці.

## Джерело
- Прес-центр[недоступне посилання з червня 2019]
- Словопедія [Архівовано 10 вересня 2012 у Wayback Machine.]
- ЕСУ [Архівовано 11 грудня 2015 у Wayback Machine.]

| українська персоналія | Це незавершена стаття про особу, що має стосунок до України. Ви можете допомогти проєкту, виправивши або дописавши її. |